# Selección masculina de balonmano playa de Venezuela
La Selección masculina de balonmano playa de Venezuela es la selección de balonmano playa que representa a Venezuela en competiciones internacionales.

## Historial

### Campeonato Panamericano de Balonmano Playa
- 2012 -  Medalla de bronce
- 2013 -  Medalla de plata
- 2016 -  Medalla de Bronce

### Campeonato Panamericano de Balonmano Playa Juvenil
- 2017 -  Medalla de Bronce

### Copa Mundial de Balonmano Playa Juvenil
- 2017 - 5° lugar

- Juegos Suramericanos de Playa:

- Medalla de oro: (2014)
- Medalla de bronce: (2011)

- Juegos Bolivarianos de Playa:

- Medalla de oro: (2012, 2014, 2016)[1]